# Alta-Venda

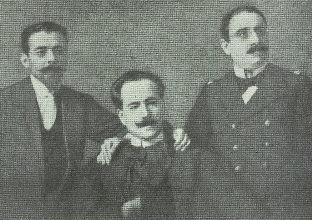
Alta-Venda Carbonária com António Maria da Silva, Luz de Almeida (ao centro) e Machado dos Santos em 1911

A Alta Venda era uma estrutura orgânica de reunião da organização secreta de carácter político-religioso Carbonária Portuguesa.

## Origem e funções
Fundada entre finais de 1898 e seguramente antes de 1900 é Luz de Almeida quem nos dá uma perspectiva de como as coisas se passaram, assumiu numa das primeiras reuniões da criação da organização Carbonária Portuguesa o estatuto de provisória que só veio a perder quando esta foi dissolvida tal como a "Suprema Alta-Venda" sendo que os membros desta última passaram para uma nova Alta-Venda que ficou a ser o corpo  dirigente da Carbonária Portuguesa.
Os nomes que pertenciam a esta eram secretos até para a Venda Jovem-Portugal sendo um órgão com membros invisiveis até para estes. Este era o órgão de gestão da Carbonária Portuguesa e o seu pólo dinamizador principal

## Remodelação e funções definitivas
A dada altura Luz de Almeida (não havendo data calcula-se que será em 1907 pois foi antes de este ter sido preso pela polícia no dia 28 de Janeiro de 1908 nas vésperas da Janeirada, também conhecido como Golpe do elevador da Biblioteca) decide remodelar a estrutura Superior da Carbonária Portuguesa, reunindo o Conselho Florestal, ficando esta estrutura com as seguintes atribuições: eleição e destituição do Grão-Mestre, do Grão-Mestre Adjunto, das Altas-Vendas e dos Juízes do Tribunal Secreto; definição e estabelecimento da parte ritualística. Eram assim limitados os poderes da Venda Jovem-Portugal reforçando-se o carácter secreto da organização numa altura em que se preparavam importantes desenvolvimentos na história portuguesa na qual a Carbonária Portuguesa teve forte influência.
A partir desta altura a Alta-Venda passa a ser o verdadeiro centro dinamizador das actividades conspirativas da Carbonária Portuguesa.

## Integrantes
Não se conhece a totalidade dos que integravam as Altas-Vendas sabe-se no entanto que Luz de Almeida presidiu a todas, de entre os integrantes que se conhece:
- 1.ª (desde a fundação) Luz de Almeida, como Presidente, José Maria Cordeiro, Ivo Salgueiro, José Soares e Silva Fernandes (que era o único não académico[10]);
- 2.ª (até 1903) Luz de Almeida, como Presidente, José Maria Cordeiro, Ivo Salgueiro, José Soares e um quinto desconhecido;
- 3.ª (de 1903 até data desconhecida) Luz de Almeida, como Presidente, José Maria Cordeiro, Ivo Salgueiro,[11] Ferreira Manso e Emílio Costa;[12]
- ?.ª (de 1907 a Janeiro de 1909) Luz de Almeida, como Presidente, César de Vasconcelos, como Vice-Presidente, Henrique Cordeiro, como Tesoureiro, António dos Santos Fonseca, como Secretário, J. M. dos Santos Júnior e Franklin Lamas como Vogais;
- ?.ª (de 1909 a 1911 e uma das últimas de que se tem conhecimento) Luz de Almeida, como Presidente, António Maria da Silva, Machado dos Santos, Carlos Cândido dos Reis[13] e um quinto desconhecido.